# Tiro con l'arco ai Giochi della XXXI Olimpiade
Le gare di tiro con l'arco ai Giochi della XXXI Olimpiade si è svolto dal 5 al 12 agosto 2016 al Sambadrome Marquês de Sapucaí di Rio de Janeiro. Si sono disputate quattro gare: individuale maschile e femminile, gara a squadre maschile e femminile.

## Medaglie
Sono state assegnati quattro set di medaglie:
- Individuale maschile
- Individuale femminile
- Squadra maschile
- Squadra femminile

## Qualificazione
Ogni comitato olimpico nazionale può far partecipare fino a sei atleti, tre per genere.
Sei posti sono stati riservati al Brasile come paese ospitante e altri sei sono stati decisi dalla Commissione Tripartita. I rimanenti 116 posti sono stati assegnati tramite un processo di qualificazione dei singoli comitati olimpici nazionali.

## Formato
Le gare si sono svolte con l'uso dell'arco ricurvo sulla distanza dei 70 metri, secondo le regole della Federazione Internazionale di Tiro con l'Arco. 128 arcieri hanno partecipato all'evento olimpico, 64 uomini e 64 donne.
Nella prima fase di qualificazione, ogni atleta ha lanciato 72 frecce; il punteggio ottenuto è stato quindi usato per determinare gli accoppiamenti della fase successiva. Aggregando i punteggi degli atleti della stessa nazione, è stata stilata anche la classifica a squadre. La seconda fase è stata ad eliminazione diretta e in formato diverso tra la gara individuale e quella a squadre.
Nell'individuale, tutti i 64 atleti hanno iniziato dal primo turno; gli accoppiamenti sono stati ricavati dalla fase di qualificazione in modo che il primo classificato ha incontrato il 64°, il secondo il 63° e così via. Ogni incontro si è svolto al meglio dei 5 set, in ognuno dei quali i due atleti hanno lanciato 3 frecce a testa; il vincitore di ogni set rha ricevuto due punti, uno solo in caso di parità. Se il punteggio è sul 5-5 dopo i cinque set, si è proceduto ad oltranza con frecce di spareggio.
Nella gara a squadre, le prime quattro classificate sono state ammesse direttamente in semifinale, mentre quelle che dal 5º al 12º posto sono partite dai quarti di finale. Ogni incontro ha previsto 24 frecce (8 per ogni arciere); in caso di parità, si è proceduto con 3 frecce di spareggio.
Sia nella gara individuale che in quella a squadre i perdenti delle semifinali si sono affrontati nella finale per il bronzo.

## Calendario
| Uomini |  | Squadre |         |  |  |  |             | Individuale | 2 |
| Donne  |  |         | Squadre |  |  |  | Individuale |             | 2 |
| Totale |  | 1       | 1       |  |  |  | 1           | 1           | 4 |

|  | Qualificazioni |  | FINALI |

## Programma
| Data      | Orario (Brasília Time/UTC-3) | Gara                          | Fase                                |
| --------- | ---------------------------- | ----------------------------- | ----------------------------------- |
| 5 agosto  | 09:00-17:45                  | Individuale/squadre maschile  | Turno di qualificazione             |
| 5 agosto  | 09:00-17:45                  | Individuale/squadre femminile | Turno di qualificazione             |
| 6 agosto  | 09:00-17:45                  | Squadre maschile              | Eliminazioni, finale                |
| 7 agosto  | 09:00-17:45                  | Squadre femminile             | Eliminazioni, finale                |
| 8 agosto  | 09:00-17:45                  | Individuale maschile          | Eliminazioni, primo e secondo turno |
| 8 agosto  | 09:00-17:45                  | Individuale femminile         | Eliminazioni, primo e secondo turno |
| 9 agosto  | 09:00-17:45                  | Individuale maschile          | Eliminazioni, primo e secondo turno |
| 9 agosto  | 09:00-17:45                  | Individuale femminile         | Eliminazioni, primo e secondo turno |
| 10 agosto | 09:00-18:55                  | Individuale maschile          | Eliminazioni, primo e secondo turno |
| 10 agosto | 09:00-18:55                  | Individuale femminile         | Eliminazioni, primo e secondo turno |
| 11 agosto | 09:00-17:10                  | Individuale femminile         | Turni finali                        |
| 12 agosto | 09:00-17:10                  | Individuale maschile          | Turni finali                        |

## Podi

### Uomini
| Evento                 | Oro                                                 | Argento                                              | Bronzo                                       |
| Individuale (dettagli) | Ku Bon-chan                                         | Jean-Charles Valladont                               | Brady Ellison                                |
| A squadre (dettagli)   | Corea del Sud Kim Woo-jin Ku Bon-chan Lee Seung-yun | Stati Uniti Brady Ellison Zach Garrett Jake Kaminski | Australia Alec Potts Ryan Tyack Taylor Worth |

### Donne
| Evento                 | Oro                                               | Argento                                                  | Bronzo                                                |
| Individuale (dettagli) | Chang Hye-jin                                     | Lisa Unruh                                               | Ki Bo-bae                                             |
| A squadre (dettagli)   | Corea del Sud Choi Mi-sun Chang Hye-jin Ki Bo-bae | Russia Tujana Dašidoržieva Ksenija Perova Inna Stepanova | Taipei cinese Lin Shih-chia Tan Ya-ting Le Chien-ying |

## Medagliere
| Posizione | Paese         |   |   |   | Totale |
| --------- | ------------- | - | - | - | ------ |
| 1         | Corea del Sud | 4 | 0 | 1 | 5      |
| 2         | Stati Uniti   | 0 | 1 | 1 | 2      |
| 3         | Russia        | 0 | 1 | 0 | 1      |
| 3         | Germania      | 0 | 1 | 0 | 1      |
| 3         | Francia       | 0 | 1 | 0 | 1      |
| 6         | Australia     | 0 | 0 | 1 | 1      |
| 6         | Taipei cinese | 0 | 0 | 1 | 1      |
| Totale    | Totale        | 4 | 4 | 4 | 12     |